# Pascal Kohlvelter
Pascal Kohlvelter, né le 24 juillet 1965 à Ettelbruck, est un ancien coureur cycliste luxembourgeois, professionnel en 1989 et en 1990. Il est ensuite devenu directeur sportif de l'équipe Kuwait-Cartucho.es.

## Palmarès
- 1985
  - 3e du championnat du Luxembourg sur route amateurs
- 1986
  - 3e du Grand Prix des Artisans de Manternach
- 1987
  -  Champion du Luxembourg sur route amateurs
- 1988
  - Tour de Castellón
  - 3e du championnat du Luxembourg sur route amateurs
- 1990
  -  Champion du Luxembourg sur route
- 1991
  - 3e du Trophée Guerrita

## Résultats sur les grands tours

### Tour d'Espagne
1 participation
- 1989 : abandon (7e étape)